# Episodi de L'ispettore Bluey
La prima e unica stagione della serie televisiva L'ispettore Bluey, composta da 38 episodi da 50 minuti (più l'episodio pilota da 80 minuti) è stata trasmessa in prima visione sul canale australiano Seven Network dal 16 luglio 1976 (episodio pilota) al 31 dicembre 1977. In Italia è stata trasmessa su Telemontecarlo dal 5 novembre 1980 al 28 marzo 1981.
| n° | Titolo originale               | Titolo italiano             | Prima TV Australia | Prima TV Italia     |
| -- | ------------------------------ | --------------------------- | ------------------ | ------------------- |
| 0  | The First Bloody Day           | Quel giorno maledetto       | 16 luglio 1976     | 5 e 8 novembre 1980 |
| 1  | Unplaced Favourite             | Il favorito non chiama      | 9 agosto 1976      | 12 novembre 1980    |
| 2  | Final Dividend                 | Bluey decide                | 16 agosto 1976     | 15 novembre 1980    |
| 3  | May                            | May                         | 23 agosto 1976     | 19 novembre 1980    |
| 4  | One Man Band                   | Una squadra di un solo uomo | 30 agosto 1976     | 22 novembre 1980    |
| 5  | Mack's Back                    |                             | 6 settembre 1976   | 26 novembre 1980    |
| 6  | The Set Up                     | La trappola                 | 13 settembre 1976  | 29 novembre 1980    |
| 7  | Scout's Honour                 | Bluey si scatena            | 20 settembre 1976  | 3 dicembre 1980     |
| 8  | Wild Goose Chase               | La caccia all'oca selvatica | 27 settembre 1976  | 6 dicembre 1980     |
| 9  | And Then There Were None       | E poi più nessuno           | 4 ottobre 1976     | 10 dicembre 1980    |
| 10 | End of the Line                | Punto e a capo              | 8 novembre 1976    | 13 dicembre 1980    |
| 11 | A Few Quiet Questions          | L'inchiesta                 | 15 novembre 1976   | 17 dicembre 1980    |
| 12 | Speak to Me Only               | Bluey non discute           | 22 novembre 1976   | 20 dicembre 1980    |
| 13 | Run Truscott Run               | Scappa, Truscott, scappa!   | 20 novembre 1976   | 24 dicembre 1980    |
| 14 | Emma                           | Un caso strano              | 22 gennaio 1977    | 27 dicembre 1980    |
| 15 | The Mooball Man                | L'uomo di Mooball           | 29 gennaio 1977    | 31 dicembre 1980    |
| 16 | Star Turn                      | Bluey non molla             | 5 febbraio 1977    | 3 gennaio 1981      |
| 17 | Stop the Press                 | Fermate la stampa!          | 12 febbraio 1977   | 7 gennaio 1981      |
| 18 | Father and Son                 | Dramma in famiglia          | 19 febbraio 1977   | 10 gennaio 1981     |
| 19 | You Wouldn't Believe Me        |                             | 26 febbraio 1977   | 14 gennaio 1981     |
| 20 | Loose Lips Sink Ships          | Una storia intricata        | 5 marzo 1977       | 17 gennaio 1981     |
| 21 | The Fat Cat                    | Il gatto                    | 12 marzo 1977      | 21 gennaio 1981     |
| 22 | What Are Little Girls Made of? | Pericolo per Bluey          | 19 marzo 1977      | 24 gennaio 1980     |
| 23 | The Pick Up                    | La consegna                 | 26 marzo 1977      | 28 gennaio 1981     |
| 24 | It's Worth the Risk            | Il rischio vale la candela  | 7 aprile 1977      | 31 gennaio 1981     |
| 25 | The Changeling                 | Cambiamo sistema            | 14 aprile 1977     | 4 febbraio 1981     |
| 26 | Two Birds                      | La rete per uccelli         | 27 aprile 1977     | 7 febbraio 1981     |
| 27 | The Hydra                      | L'Idra                      | 3 maggio 1977      | 11 febbraio 1981    |
| 28 | Mirror Image                   | Attraverso lo specchio      | 10 maggio 1977     | 14 febbraio 1981    |
| 29 | A Political Animal             | Un animale politico         | 17 maggio 1977     | 18 febbraio 1981    |
| 30 | Witness                        | Il testimone                | 24 maggio 1977     | 21 febbraio 1981    |
| 31 | The Wrong Coffin               | Il cadavere scomparso       | 31 maggio 1977     | 25 febbraio 1981    |
| 32 | Final Devotion                 | Devozione finale            | 7 giugno 1977      | 28 febbraio 1981    |
| 33 | Lonely Ordeal                  | Il solitario                | 14 giugno 1977     | 7 marzo 1981        |
| 34 | Whole of Life                  | La vita intera              | 21 giugno 1977     | 11 marzo 1981       |
| 35 | If a Man Calls                 | Se un uomo chiama           | 10 dicembre 1977   | 14 marzo 1981       |
| 36 | Tit for Tat                    | Una trattativa difficile    | 7 dicembre 1977    | 18 marzo 1981       |
| 37 | A Touch of Stardust            | Vita dura per Bluey         | 29 dicembre 1977   | 21 marzo 1981       |
| 38 | Son of Bluey                   | Bluey e il figlio           | 31 dicembre 1977   | 28 marzo 1981       |

## Quel giorno maledetto
- Titolo originale: The First Bloody Day
- Diretto da: Graeme Arthur
- Soggetto di: Ian Jones, Jock Blair

### Trama
- Altri attori: Richard Meikle (Martin Gruman), Briony Behets (Karen Wallace), Keith Eden ('Mac' MacIntyre), Paul Young (Wayne Humphries), Gil Tucker (Tim), Max Bruch (Petrakis), Lew Luton (George Fowler), Judy McBurney (Janey), Leila Hayes (Georgie), Bethany Lee (Annie), Billie Hammerberg (Mrs. Gruman), Mackie Smetana (Mr. Goldman)

## Il favorito non chiama
- Titolo originale: Unplaced Favourite
- Diretto da: George Miller
- Soggetto di: Jock Blair, Ian Jones, Peter Schreck

### Trama
- Altri attori: Jeremy Higgins (Tony Benson), John Faasen (Sgt. Jock Reynolds), Ken Goodlet (Assistant Commissioner), John Bowman (Bomb Squad Man), Tom Lake (Old Man), Peter Bakos (Mike Jenkins), Frank Hamilton (Squib), Neil Thompson (Dave Butler), Charles Holmes (Barman), John Murphy (Businessman)

## Bluey decide
- Titolo originale: Final Dividend
- Diretto da: Kevin James Dobson
- Soggetto di: Jock Blair, Ian Jones, Gwenda Marsh

### Trama
- Altri attori: Brian Anderson (Alan Brewster), Joanne Barker (Karen Holloway), Andrew Gilmour (Ron Nelson), Vikki Hammond (Susie Billings), Jacqueline Kott (Margaret Holloway), Michael Long (Sam Carruthers), Edward Ogden (Eric Holloway), Barry Pierce (Frank Reynolds), Tony Porter (Reporter 1), Richard Askew (Reporter 2), Ross Skiffington (Reporter 3), Ian Scott (Dingo Ferris)

## May
- Titolo originale: May
- Diretto da: Graeme Arthur
- Soggetto di: Jock Blair, Ian Jones, Vincent Moran

### Trama
- Altri attori: Max Cullen (Wally Curran), Judy Dick (May Curran), Gregory Apps (Kevin Curran), Shirley Cameron (Ida Stacey), Howard Eynon (Roy Jackson), Ken Goodlet (Assistant Commissioner), Frank Rich (Terry Lowe), Graham Mathrick (Piggott), John Pugh (Baker)

## Una squadra di un solo uomo
- Titolo originale: One Man Band
- Diretto da: George Miller
- Soggetto di: Jock Blair, Tom Hegarty, Ian Jones

### Trama
- Altri attori: John Hargreaves (Eric Yates), Paula Maxwell (Laurel Yates), Leighton Watts (Bill Drummond), Bill Stacey (Moody), John Drew (Matheson), Tom Broadbridge (Doyle), Rodney Ferguson (Surveillance Man), Geoffrey Morrow (Cabbie)

## Mack's Back
- Diretto da: Graeme Arthur
- Soggetto di: Jock Blair, Ian Jones, Vincent Moran

### Trama
- Altri attori: John Bishop (Sergeant Rolley), Fred 'Cul' Cullen ('Mack' McKenna), Ken Goodlet (Assistant Commissioner), Keith Halliwell (Surveillance Detective), Rod Hewitt (Reed), Les James (Ken Palmer), Peter Stratford (Det Ray Noble), Neil Thompson (Arson Squad Detective), Katy Wild (Jean Carter), John Wood (Terry Carter)

## La trappola
- Titolo originale: The Set Up
- Diretto da: George Miller
- Soggetto di: Jock Blair, Ian Jones, Keith Thompson

### Trama
- Altri attori: Mark Albiston (Vic Nelson), Steve Millichamp (Tiny), Will Deumer (Grant), Jo-Anne Moore (Sandy), Katie Morgan (Liz), Sigrid Thornton (Helen Laughton), John Jarratt (Walter Kite), Gary Down (The Preacher), Ken Goodlet (Asst. Commissioner), Matthew King (Uniformed P'man)

## Bluey si scatena
- Titolo originale: Scout's Honour
- Diretto da: Kevin James Dobson
- Soggetto di: Jock Blair, Everett De Roche, Ian Jones

### Trama
- Altri attori: Vincent Gil (Det. Lee Hacker), Tim Elliott (The Go-Between), George Spartels (Wilson), Bjarne Ohlin (Travis), Neil McColl (Page)

## La caccia all'oca selvatica
- Titolo originale: Wild Goose Chase
- Diretto da: Gary Conway
- Soggetto di: Jock Blair, Ian Jones

### Trama
- Altri attori: Tony Bonner (James Conder), Jeremy Higgins (Henri), Frank Gallacher (Jules), John Bluthal (Newsman), Colwyn Roberts (Sergeant), Steven Clarke (Constable), Michael Barclay (Skateboard Boy), Cliff Ellen (1st Barman)

## E poi più nessuno
- Titolo originale: And Then There Were None
- Diretto da: George Miller
- Soggetto di: Jock Blair, Ian Jones

### Trama
- Altri attori: Serge Lazareff (Janos), John Clayton (Bert Thompson), David Ravenswood (Jenkins), Judy McBurney (Janey), Bobby Bright (Ginger Morgan), Ernie Bourne (Davies), Tom Lake (John Granger), Brenda Beddison (Mrs. Granger), Judi Ferrier (Sally Granger), Vivean Gray (Mrs. Jenkins), Bernard O'Keeffe (Truck Driver), Jonathan Dixon (Detective)

## Punto e a capo
- Titolo originale: End of the Line
- Diretto da: Graeme Arthur
- Soggetto di: Jock Blair, Tom Hegarty, Ian Jones, Peter A. Kinloch

### Trama
- Altri attori: Stuart Finch (Jack McMillan), Peter Aanensen (Insp. Arthur Ferris), Jon Geros (Greg Holt), Neil McColl (Georgie Daniel), Mercia Deane-Johns (Sharon Holt), Raymond Simpson (Lennie), John Michell (Jimmy)

## L'inchiesta
- Titolo originale: A Few Quiet Questions
- Diretto da: Gary Conway
- Soggetto di: Jock Blair, Ian Jones, James Wulf Simmonds

### Trama
- Altri attori: Wallas Eaton (Sir Dennis O'Brien), Ken Goodlet (Assistant Commissioner), Kit Taylor (Charles Parker), Bruce Myles (Victor Cunningham), Colin Vancao (Max Johnson), Carrillo Gantner (Peter Stark), Leon Lissek (Harry French), Warwick Randall (John), Charmain Jacka (Coral Perkins), John Egan (Mick)

## Bluey non discute
- Titolo originale: Speak to Me Only
- Diretto da: Graeme Arthur
- Soggetto di: Jock Blair, David Boutland, Ian Jones

### Trama
- Altri attori: Vincent Ball (Muley Price), Tom Richards (Porgy Beaumont), Shirley-Anne Kear (Alsie Thomas), Peter Curtin (Dave Brown), John Bowman (Sammy Parsons), Elaine Baillie (Barbara Price), Jonathan Dixon (Young Barman), Reg Gorman (Nipper Reed), Sue Jones (Night Sister), Brendon Cassidy (Rex Harris), Don Smibert (Uniformed Senior)

## Scappa, Truscott, scappa!
- Titolo originale: Run Truscott Run
- Diretto da: George Miller
- Soggetto di: Jock Blair, Ian Jones, Vincent Moran

### Trama
- Altri attori: Jenny Austin (Alice), Grigor Taylor (Evan Dillon), Bruce Kerr (The Professor), Tony Barry (Clarence Bennett), Alan Hardy (Bill Owens), Tim Connor (Tony Flegg), Frank Hamilton (Drunk)

## Un caso strano
- Titolo originale: Emma
- Diretto da: Gary Conway
- Soggetto di: Jock Blair, John Drew, Ian Jones

### Trama
- Altri attori: Hilda Scurr (Emma Evans), Diana Greentree (Helen Trent), Lesley Baker (Leslie Stevens), Peter Corbett (Det. Bill Holden), Stewart Faichney (Tom Evans), Roberta Grant (Jenny Davis), Gary Waddell (Terry Baxter), Lester Morris (Moggy Moon), Malcolm Steed (Dr. Wicks)

## L'uomo di Mooball
- Titolo originale: The Mooball Man
- Diretto da: George Miller
- Soggetto di: Jock Blair, Everett De Roche, Ian Jones

### Trama
- Altri attori:

## Bluey non molla
- Titolo originale: Star Turn
- Diretto da: Graeme Arthur
- Soggetto di: Jock Blair, Ian Jones, James Wulf Simmonds

### Trama
- Altri attori:

## Fermate la stampa!
- Titolo originale: Stop the Press
- Diretto da: Gary Conway
- Soggetto di: Jock Blair, Ian Jones, Vincent Moran

### Trama
- Altri attori:

## Dramma in famiglia
- Titolo originale: Father and Son
- Diretto da: Gary Conway
- Soggetto di: Jock Blair, Ian Jones, David Stevens

### Trama
- Altri attori:

## You Wouldn't Believe Me
- Diretto da: Graeme Arthur
- Soggetto di: Jock Blair, Ian Jones, Gwenda Marsh

### Trama
- Altri attori:

## Una storia intricata
- Titolo originale: Loose Lips Sink Ships
- Diretto da: George Miller
- Soggetto di: Jock Blair, Everett De Roche, Ian Jones

### Trama
- Altri attori:

## Il gatto
- Titolo originale: The Fat Cat
- Diretto da: Graeme Arthur
- Soggetto di: Jock Blair, Robert Caswell, Ian Jones

### Trama
- Altri attori:

## Pericolo per Bluey
- Titolo originale: What Are Little Girls Made of?
- Diretto da: George Miller
- Soggetto di: Jock Blair, Ian Jones, James Wulf Simmonds

### Trama
- Altri attori:

## La consegna
- Titolo originale: The Pick Up
- Diretto da: Gary Conway
- Soggetto di: Jock Blair, Ian Jones, Gregory Lindsay Scott

### Trama
- Altri attori:

## Il rischio vale la candela
- Titolo originale: It's Worth the Risk
- Diretto da: Graeme Arthur
- Soggetto di: Jock Blair, John Drew, Ian Jones

### Trama
- Altri attori:

## Cambiamo sistema
- Titolo originale: The Changeling
- Diretto da: Gary Conway
- Soggetto di: Jock Blair, Colin Eggleston, Ian Jones

### Trama
- Altri attori:

## La rete per uccelli
- Titolo originale: Two Birds
- Diretto da: George Miller
- Soggetto di: Jock Blair, Ian Jones, Monte Miller

### Trama
- Altri attori:

## L'Idra
- Titolo originale: The Hydra
- Diretto da: David Stevens
- Soggetto di: Jock Blair, Everett De Roche, Ian Jones

### Trama
- Altri attori:

## Attraverso lo specchio
- Titolo originale: Mirror Image
- Diretto da: George Miller
- Soggetto di: Jock Blair, Robert Caswell, Ian Jones

### Trama
- Altri attori:

## Un animale politico
- Titolo originale: A Political Animal
- Diretto da: Gary Conway
- Soggetto di: Jock Blair, Robert Caswell, Ian Jones

### Trama
- Altri attori:

## Il testimone
- Titolo originale: Witness
- Diretto da: Paul Eddey
- Soggetto di: Jock Blair, Ian Jones, Gregory Lindsay Scott

### Trama
- Altri attori:

## Il cadavere scomparso
- Titolo originale: The Wrong Coffin
- Diretto da: Graeme Arthur
- Soggetto di: Jock Blair, Ian Jones, David Stevens

### Trama
- Altri attori:

## Devozione finale
- Titolo originale: Final Devotion
- Diretto da: Gary Conway
- Soggetto di: Jock Blair, Ian Jones, Denise Morgan, James Wulf Simmonds

### Trama
- Altri attori:

## Il solitario
- Titolo originale: Lonely Ordeal
- Diretto da: David Stevens
- Soggetto di: Jock Blair, John Drew, Ian Jones

### Trama
- Altri attori:

## La vita intera
- Titolo originale: Whole of Life
- Diretto da: Graeme Arthur
- Soggetto di: Jock Blair, Colin Eggleston, Ian Jones, James Wulf Simmonds

### Trama
- Altri attori:

## Se un uomo chiama
- Titolo originale: If a Man Calls
- Diretto da: Gary Conway
- Soggetto di: Jock Blair, Ian Jones, Gregory Lindsay Scott

### Trama
- Altri attori:

## Una trattativa difficile
- Titolo originale: Tit for Tat
- Diretto da: George Miller
- Soggetto di: Jock Blair, Robert Caswell, Ian Jones

### Trama
- Altri attori:

## Vita dura per Bluey
- Titolo originale: A Touch of Stardust
- Diretto da: Graeme Arthur
- Soggetto di: Jock Blair, John Drew, Ian Jones

### Trama
- Altri attori:

## Bluey e il figlio
- Titolo originale: Son of Bluey
- Diretto da: Gary Conway
- Soggetto di: Jock Blair, Tom Hegarty, Ian Jones, Vincent Moran

### Trama
- Altri attori: